# Burkhard von Schwanden
Burkhard von Schwanden – wielki mistrz zakonu krzyżackiego w latach 1282–1290.

## Życiorys
Burkhard von Schwanden pochodził z patrycjatu miasta Berna. Początkowo był bratem zakonnym w Hitzkirch. W 1275 został komturem w Köniz (obecnie w Szwajcarii), a w 1277 awansował do rangi komtura krajowego Turyngii i Saksonii. Wielkim mistrzem krzyżackim został w 1282 roku. W okresie jego urzędowania nastąpiło gwałtowne pogorszenie się sytuacji politycznej Królestwa Jerozolimskiego, co odczuł również zakon krzyżacki, którego centrala nadal znajdowała się w Palestynie. Mimo to Burkhard von Schwanden nie za bardzo spieszył się z organizowaniem pomocy dla posiadłości krzyżowców na Bliskim Wschodzie. Jego uwagę zaprzątały sprawy zakonu na terenie Prus, Inflant i w Rzeszy. W 1287 najazd litewski spustoszył Liwonię i wielki mistrz zmuszony był iść jej z pomocą. W 1289 roku udał się do Rzymu, gdzie w obecności papieża zatwierdzono nowy podział terytorialny państwa zakonu krzyżackiego nad Bałtykiem. Misja ta miała również na celu pozyskanie od Mikołaja IV zgody na koronację cesarską dla Rudolfa Habsburga, którego stronnikiem był Burkhard von Schwanden. Na początku 1290 roku centrala zakonu zmusiła wielkiego mistrza do przybycia na odsiecz oblężonej przez  sułtana mameluckiego Akce. Sklecony naprędce oddział krzyżacki wyruszył do Palestyny z Burkhardem na czele. Niespodziewanie zaraz po przybyciu do miasta we wrześniu 1290 roku wielki mistrz przekazał swoje kompetencje komturowi z Sycylii Henrykowi von Bonlant, a sam złożył urząd i wystąpił z zakonu krzyżackiego. Niejasna do dziś pozostaje przyczyna tej decyzji i różne są wersje ją tłumaczące.
Po opuszczeniu Akki Burkhard von Schwanden wrócił do rodzinnej Szwajcarii. Wstąpił w szeregi zakonu joannitów i został komturem w Buchsee. Później jeszcze kilkakrotnie zmieniał komandorie. Zmarł około 1310, roku jednak data ta jest niepewna.